# Mogens Balle
Mogens Erik Schack Balle (Kopenhagen, 1 april 1921 - Asmindrup, 20 november 1988) was een Deens kunstschilder en schrijver. Hij was aangesloten bij de CoBrA-beweging.
Balle studeerde eerst voor architect, maar stopte deze studie om zich met de beeldende kunst bezig te gaan houden. In 1947 was hij medeoprichter van de kunstenaarsvereniging Spiralen, waar hij kunstenaars als Asger Jorn en Wilhelm Freddie leerde kennen.
Na zich eerst op het Naturalisme gericht te hebben, ging hij vanaf 1945 over op de abstracte schilderkunst, waarin fantasiefiguren getoond werden. Na zijn Cobra-periode werd zijn werk steeds abstracter. Hij maakte ook Peinture-mots, waarbij woord en beeld in één werk samengevoegd werden.
Vanaf de jaren 60 maakte hij ook bronzen beelden van zijn fantasiefiguren.
- (da)  Mogens Balle op de Kunstindeks Danmark & Weilbachs Kunstnerleksikon

- Bibliothèque nationale de France: cb13556065h (data)
- Gemeinsame Normdatei: 14108443X
- International Standard Name Identifier: 0000 0001 1444 6749
- KulturNav: 7b1b7a1e-aae5-4d6f-a5b0-aca6fa8d1c23
- Library of Congress Control Number: n87922005
- RKD-Nederlands Instituut voor Kunstgeschiedenis: 95605
- Système universitaire de documentation: 204032164
- Union List of Artist Names: 500122314
- Virtual International Authority File: 314149105999768490214